# Buddleja incana
Espèce
Classification APG III (2009)
Le quishuar (du quechua kiswar), Buddleja incana Ruiz & Pav. est une espèce d'arbres de la famille des Scrofulariacées.

## Distribution
Le quishuar est natif de la Bolivie, de la Colombie, de l'Équateur et du Pérou où il pousse dans la puna andine entre 3 500 et 3 800 m d'altitude.

## Utilisation
Les Incas utilisaient son bois, très dur, pour la sculpture.

## Synonymes
- Buddleja bullata Kunth
- Buddleja incana var. pannulosa Diels
- Buddleja longifolia Kunth
- Buddleja rugosa Kunth[2]